# Walter Weller
Walter Weller (Vienna, 30 novembre 1939 – Vienna, 14 giugno 2015) è stato un direttore d'orchestra e violinista austriaco. 
Nel 1999 l'International Biographical Institute Centre (Cambridge-Inghilterra) ha onorato Weller con la Medaglia d'Oro per "La gente eccezionale del XX secolo". 
In Scozia ha ricevuto la speciale distinzione di essere raffigurato sulle "50 Sterline" attualmente in circolazione.

## Biografia
Nato a Vienna, ha cominciato a prendere lezioni di violino a 6 anni. Suo padre era un affermato violinista dell'Orchestra Filarmonica di Vienna. Il giovane Walter acquista la prima notorietà come prodigio del violino. Ha studiato presso l'Accademia di Musica di Vienna con i professori Morav e Franz Samohyl. All'età di 17 anni, diventa membro dell'Orchestra Filarmonica di Vienna e alla giovanissima età di 22 diventa Primo violino dell'Orchestra, posizione che divide con Willi Boskovsky. Ricopre questo ruolo per 11 anni.
Nello stesso periodo ha fondato un quartetto d'archi dal 1958 al 1969. Il quartetto ha raggiunto una grande notorietà grazie a numerosi "tour", partecipando ai festival di tutta Europa, Asia e Nord America.
I suoi primi ingaggi come direttore d'orchestra, nel 1966, sono stati in sostituzione, per breve tempo, di Karl Bohm nella "Sinfonia Pastorale" di Beethoven e nella "Sinfonia Grande in C Major", di Franz Schubert,  e di Josef Krips nel "Concerto per pianoforte N.1" di Johannes Brahms (solista Claudio Arrau) e nella "Sinfonia Eroica" di Beethoven.
Nel 1969, ha stipulato un contratto a termine con la "Staatsoper di Vienna", e ha diretto regolarmente anche alla "Volksoper di Vienna", che gli ha permesso di acquisire un vasto repertorio operistico.
È stato Direttore Musicale a Duisburg nella stagione 1971-1972; Direttore Principale della Bassa Austria "Tonkunsler" dal 1975 al 1978; Direttore Principale della "Royal Liverpool Philharmonic Orchestra" dal 1977 al 1980, e nominato "Honorary Guest Direttore d'Orchestra" per la vita.
Dal 1980 al 1986 Weller ha assunto la Direzione della "Royal Philharmonic Orchestra" di Londra, e dopo è diventato Direttore Principale Ospite alla "Orquesta Nacional de Espana", fino al 1991.
Da questa data, è stato Direttore Principale della "Royal Scottish National Orchestra" che successivamente lo ha nominato "Direttore Emerito" per la vita. Insieme hanno fatto tours di successo in Germania, Austria e Svizzera.
È diventato Direttore musicale principale dell'Opera di Basilea, e anche della Basilea Symphony Orchestra dal 1994 al 1997. Gli è stato conferito il titolo di Direttore Onorario della Stuttgarter Philharmoniker, ed è anche Direttore associato dell'Orchestra di Valencia in Spagna.
A partire dalla stagione 2007 - 2008 Weller è stato Direttore musicale dell'Orchestra Nazionale del Belgio, ed ha effettuato tournée in Spagna, concerti ad Amsterdam e Rotterdam.
Weller è regolarmente invitato come Direttore ospite dalle principali orchestre di tutto il mondo; ha collaborato con la London Symphony Orchestra, la BBC Symphony Orchestra, la Staatskapelle di Dresda, la Radio Symphonie Orchester di Berlino, l'Orchestra del Gewandhaus di Lipsia, l'Orchestra di Parigi, l'Orchestra del Concertgebouw di Amsterdam.
Nel Nord America ha lavorato con importanti orchestre, tra cui la New York Philharmonic, la Minnesota Orchestra e le orchestre di San Francisco, Houston, Pittsburg, Detroit e Cincinnati, nonché con la Toronto Symphony Orchestra. Ha diretto molte Orchestre nei suoi tour in tutta Europa, in Giappone e nell'Asia Orientale.

## Premi
Il 22 dicembre 1998 è stato insignito della Gran Croce d'argento all'Onore al merito della Repubblica d'Austria, premio già in passato assegnato a Josef Krips e Herbert von Karajan. Il Beethovengesellschaft di Vienna gli ha conferito il premio "Oro di Beethoven". L'American Biographical Institute gli ha conferito la "Medaglia d'oro d'onore per la sua straordinaria attività professionale".

## Registrazioni
Ha registrato con il suo Quartetto d'archi per la Decca Records: Haydn l'op.33 completa; varie incisioni di Mozart, Beethoven, Alban Berg e Dimitri Shostakovich.
Ha debuttato nelle registrazioni come Direttore d'orchestra con l'orchestra della Suisse Romande, nelle sinfonie N.1 e N.9 di Shostakovich.
Ha diretto l'integrale delle Sinfonie di Rachmaninov. La prima sinfonia con l'Orchestre de la Suisse Romande e le altre due con la London Philharmonic Orchestra. Registrate tra il 1973 e il 1976 su due LP contenuti in un cofanetto pubblicato dalla casa discografica Decca. 
Il suo ciclo delle sinfonie di Sergei Prokofiev, registrato con la London Symphony Orchestra e con la London Philharmonic Orchestra, è in commercio con l'etichetta Decca, su LP e CD. Queste registrazioni sono state oggetto di diversi premi, tra i quali Interpretationspreis Mozart Awardad (USA), e il Grand Prix du Disque.